# 库里科沃之战
库里科沃之战（羅馬化：Kulikovskaya bitva）发生于1380年9月8日顿河畔库里科沃原野（今图拉州基莫夫斯基区境内），莫斯科大公德米特里·顿斯科伊领导的多个公国击败了金帐汗国马麦的军队。战后，蒙古大汗脱脱迷失反攻，将莫斯科屠城并烧毁。虽然此战并未结束蒙古人对俄罗斯的主导地位，但是俄罗斯历史学家认为此战是俄罗斯历史的重要转折点，自此开始蒙古逐渐式微，莫斯科公国日渐兴起，最终实现独立。

## 背景
随着13世纪蒙古征服基辅罗斯，在此期间,南方诸侯因为战乱逐渐衰落，而北方的莫斯科公国实力不断增强,经常与邻国争夺领土,包括与梁赞发生冲突。因此,1300年,莫斯科从梁赞手中夺取了科洛姆纳城,梁赞王子被莫斯科大公囚禁数年之后杀害。
1359年金帐汗国可汗别儿迪别（Berdi Beg，？—1359年）被杀后,大混乱随之而来。军阀(temnik)马麦是别儿迪别的女婿和贝勒贝伊（Beylerbey，在金帐汗国，该头衔可用于指代所有拥有“兀鲁思埃米尔”头衔的人）,他很快在金帐汗国西部掌权。1361年,马麦拥立奥都剌（Abdullah Khan）为王,1370年奥都剌神秘死亡后,穆罕默德·博拉克（Muhammad Bolak）继位。马麦并非成吉思汗的后代,因此他的权力并不稳固,因为还有真正的成吉思汗后裔声称拥有统治权。因此,他必须不断为权力而战,同时还要与其他民族分裂主义作斗争。在不断衰落的金帐汗国发生继承战争的同时,新的政治势力也不断兴起,如立陶宛大公国、莫斯科公国和梁赞大公国。
此时,立陶宛大公国持续扩张。它与莫斯科争夺特维尔的统治权,并在1368年至1372年期间对莫斯科发动了三次战役。1377年阿尔吉尔达斯去世后,他的长子安德烈·波洛茨克（Andrei of Polotsk）和德米特里·布良斯克（Dmitry of Bryansk）开始与他们的继兄弟雅盖沃争夺王位,并与莫斯科大公结盟。